# برناندينو دي ساهايغون
كان برناندينو دي ساهايغون (تلفظ بالإسبانية: ‎/bernarˈðino ðe saaˈɣun/‏؛ حوالي عام 1499 إلى 23 أكتوبر 1590 م)، راهباً فرنسيسياً، وكاهناً بالرسالة، ورائداً في وصف الأعراق البشرية الذين شاركوا في التبشير الكاثوليكي لاستعمار إسبانيا الجديدة (المكسيك الآن). وُلد في ساهاغون، إسبانيا، في عام 1499، سافر إلى إسبانيا الجديدة في 1529. حيث تعلم لغة ناواتل وأمضى أكثر من 50 عاماً في دراسة معتقدات وثقافة وتاريخ الأزتك. على الرغم من أنه قد أعطى وقته في المقام الأول لمهمته التبشيرية، إلا أن عمله الاستثنائي الذي يوثق وجهة نظر وثقافة الشعوب الأصلية قد أكسبه لقب «عالم الأنثروبولوجيا الأول». كما ساهم في وصف لغة ناواتل الأزتيكية. وقام بترجمة المزامير، الأناجيل، والتعليم المسيحي إلى النواتلية.
عُرف ساهايغون باعتباره مترجم مجمع التاريخ العام لأشياء إسبانيا الجديدة (بالإسبانية: Historia general de las cosas de la Nueva España)‏ - (يُشار إليه اختصاراً باسم التاريخ العام). أشهر مخطوطة لكتاب Historia General هي Florentine Codex. وهي عبارة عن مخطوطة تتكون من 2400 صفحة تم تنظيمها في 12 كتاباً، مع ما يقرب من 2500 رسم توضيحي تم رسمها بواسطة الفنانين الأصليين باستخدام تقنيات أصلية وأوروبية. النص الأبجدي ثنائي اللغة (باللغة الإسبانية والنواتلية)، ويجب اعتبار الكتب المصورة نوعاً ثالثاً من النص. يوثق الكتاب الثقافة وعلم الكونيات الديني (النظرة العالمية) والممارسات الطقسية والمجتمع والاقتصاد وتاريخ شعب الأزتك، وفي الكتاب 12 يقدم حساباً لغزو المكسيك من وجهة نظر تينوتشتيتلان-تلاتيليكو. في عملية تجميع هذا الكتاب، قام ساهايغون بابتكار طرق جديدة لجمع المعلومات الإثنوغرافية والتحقق من دقتها. يُطلق على كتاب التاريخ العام لقب «واحدة من أروع القصص عن ثقافة غير غربية تم تأليفها»، وقد أطلق على ساهايغون لقب أب الأثنوغرافيا الأمريكية.

## الأعمال
- Coloquios y Doctrina Christiana con que los doce frailes de San Francisco enviados por el papa Adriano VI y por el emperador Carlos V, convirtieron a los indios de la Nueva España. Facsimile edition. Introduction and notes by ميجل ليون بورتيا. Mexico: Universidad Nacional Autónoma de México 1986.
- The Florentine Codex: General History of the Things of New Spain, 12 volumes; translated by آرثر جاي أو. أندرسون and تشارلز إي. ديبل; University of Utah Press (January 7, 2002), hardcover, (ردمك 087480082X) (ردمك 978-0874800821)
- The Conquest of New Spain, 1585 Revision. translated by Howard F. Cline, notes and an introduction by S.L. Cline. Salt Lake City: University of Utah Press, 1989
- Primeros Memoriales. Norman: University of Oklahoma Press 1996.
- Psalmodia Christiana (1583). English translation by Arthur J.O. Anderson. Norman: University of Utah Press 1993.
- (translator) Kupriienko، Sergi (2013). General History of the Affairs of New Spain. Books X-XI: Aztecs' Knowledge in Medicine and Botany. Kyiv: Видавець Купрієнко С.А. ISBN:978-617-7085-07-1. مؤرشف من الأصل في 2020-03-23. اطلع عليه بتاريخ 2013-09-04. {{استشهاد بكتاب}}: |الأخير= باسم عام (مساعدة)

## وصلات خارجية
- General History of the Things of New Spain by Fray Bernardino de Sahagún: The Florentine Codex, World Digital Library, Library of Congress, full text online in Spanish and Nahuatl, with illustrations by native artists